# Бугаков, Юрий Фёдорович
Ю́рий Фёдорович Бугаков (25 января 1938, Новосибирск — 30 декабря 2020, там же) — советский и российский политический и хозяйственный деятель. Депутат Законодательного собрания Новосибирской области (с 2005 года). Председатель племзавода «Ирмень», расположенного в Ордынского районе Новосибирской области. Депутат Совета Союза Верховного Совета СССР 11 созыва (1984—1989) от Новосибирской области. Делегат XXVII съезда КПСС (1986). Полный кавалер ордена «За заслуги перед Отечеством».

## Биография
Родился 25 января 1938 года в Новосибирске. По окончании школы служил пограничником в Заполярье. Трудовую деятельность начал шофёром, затем работал специальным корреспондентом районной газеты, потом инструктором в отделе пропаганды и агитации Ордынского райкома партии. Заочно учился в Новосибирском сельскохозяйственном институте.
В 1968 году он переехал в село Верх-Ирмень Ордынского района Новосибирской области. Работал заместителем председателя колхоза и секретарём парторганизации. В 1970 году окончил Новосибирский сельскохозяйственный институт, а в 1972 году стал председателем колхоза «Большевик», впоследствии переименованный сначала в АОЗТ «Ирмень», позднее в ЗАО «Племзавод „Ирмень“», которым руководил до конца своей жизни.
ЗАО «Племзавод „Ирмень“» занимается селекционной работой по выведению коров молочной породы. Ирменские бурёнки дают до 7,4 тысяч литров молока в год. Это самый высокий показатель среди хозяйств Новосибирской области, превышающий среднеобластной почти в три раза. Племенной молодняк акционерное общество поставляет в область и другие регионы России. Урожайность зерновых, которые производят здесь по интенсивной технологии, почти в два раза превышает показатели по району и области.
На его счету внедрение десятков научных разработок, новых производственных технологий, форм организации труда и способов повышения эффективности хозяйственной деятельности. В заслугу Ю. Ф. Бугакову ирменцы ставят как жёсткую, подчас жестокую дисциплину, так и целую систему действующих поощрений: от вручения почётных грамот, премий, санаторных путёвок до выделения благоустроенного жилья.
Указом Президиума Верховного Совета СССР от 2 октября 1987 года за выдающиеся заслуги в развитии сельского хозяйства Бугакову Юрию Фёдоровичу присвоено звание Героя Социалистического Труда с вручением ордена Ленина и золотой медали «Серп и Молот».
В 2000 году Ю. Ф. Бугаков возглавил общественный совет по вопросам развития агропромышленного комплекса при главе Администрации Новосибирской области.
С 2005 года Ю. Ф. Бугаков избирался депутатом Новосибирского областного Совета депутатов, на выборах 2020 года выдвигать свою кандидатуру не стал. Работал в аграрном комитете Заксобрания, был заместителем председателя Новосибирского областного Совета депутатов.
Член партии «Единая Россия». Автор монографии, ряда статей в региональной и центральной прессе по проблемам развития сельского хозяйства на современном этапе.
Умер в Новосибирске 30 декабря 2020 года. Похоронен на кладбище в селе Верх-Ирмень.

## Награды и премии
- Орден «За заслуги перед Отечеством» I степени (30 мая 2018 года) — за большой вклад в развитие сельского хозяйства и многолетнюю добросовестную работу[4]
- Орден «За заслуги перед Отечеством» II степени (19 января 2013 года) — за высокие достижения в области сельского хозяйства и многолетний добросовестный труд[5]
- Орден «За заслуги перед Отечеством» III степени (30 января 2003 года) — за большой личный вклад в развитие сельскохозяйственного производства и многолетний добросовестный труд[6]
- Орден «За заслуги перед Отечеством» IV степени (14 ноября 1997 года) — за заслуги перед государством, большой вклад в развитие агропромышленного комплекса, увеличение производства зерна и другой сельскохозяйственной продукции в 1997 году[7]
- Герой Социалистического Труда (Указ Президиума Верховного Совета СССР от 2 октября 1987 года, Орден Ленина и Медаль «Серп и Молот») — за достижение выдающихся успехов и трудовую доблесть, проявленную в развитии сельскохозяйственного производства и решении социальных задач колхоза[8]
- Орден Ленина (29 августа 1986 года) — за успехи, достигнутые в выполнении заданий одиннадцатой пятилетки и социалистических обязательств по производству и переработке сельскохозяйственной продукции[9]
- Орден Трудового Красного Знамени (14 февраля 1975 года) — за большие успехи, достигнутые во Всесоюзном социалистическом соревновании, и проявленную трудовую доблесть в повышении производительности труда, росте урожайности сельскохозяйственных культур и продуктивности общественного животноводства, выполнении народнохозяйственных планов и принятых обязательств по увеличению производства и продажи государству продуктов земледелия и животноводства в 1974 году[10]
- Почётное звание «Заслуженный работник сельского хозяйства РСФСР» (29 июня 1983 года) — за заслуги в области сельского хозяйства[11]
- Почетное звание «Заслуженный работник сельского хозяйства Новосибирской области» (7 ноября 2016 года) — за заслуги в производстве и переработке сельскохозяйственной продукции, увеличении урожайности сельскохозяйственных культур, повышении качества и конкурентоспособности выпускаемой сельскохозяйственной продукции[12]
- Премия Совета Министров СССР (1985 год)
- Благодарность Председателя Совета Федерации Российской Федерации
- Почётная грамота Государственной Думы Российской Федерации
- Государственная премия Новосибирской области (1 июня 2009 года) —  за внедрение новейших технологий в молочном животноводстве и вклад в развитие сельскохозяйственной отрасли Новосибирской области[12]
- Медаль Покрышкина (21 марта 2013 года) — за доблестное служение Отечеству, активное участие в военно-патриотическом воспитании граждан, значительный вклад в увековечение памяти воинов-сибиряков[12]
- Медаль Законодательного Собрания Новосибирской области «За вклад в развитие законодательства Новосибирской области» (27 марта 2014 года) — за большой личный вклад в развитие законодательства Новосибирской области и в связи с 20-летием законотворческой деятельности Законодательного Собрания Новосибирской области[13]
- Юбилейная медаль «70 лет Кемеровской области» (2012 год)
- Медаль «За веру и добро»
- Почётная грамота Президента Российской Федерации (23 декабря 2008 года) — за заслуги в области сельского хозяйства и многолетний добросовестный труд [14]
- Почетная грамота Новосибирского областного Совета депутатов (16 января 1998 года) — за большой личный вклад в развитие агропромышленного комплекса области, активную работу в представительных органах государственной власти и в связи с 60-летием со дня рождения[15]
- Почётный знак Новосибирского областного Совета депутатов (23 апреля 2009 года) — за активную деятельность по реализации полномочий Новосибирского областного Совета депутатов и содействие развитию парламентаризма[16]
- Почетный гражданин Новосибирской области (26 сентября 2012 года) — за выдающиеся заслуги в социально-экономическом развитии Новосибирской области, в деле защиты прав и свобод граждан, укрепления мира и согласия в обществе, повышения авторитета Новосибирской области в Российской Федерации и за рубежом[17]
- Почётный гражданин р.п. Ордынское (2001 год)
- Знак отличия «За заслуги перед Новосибирской областью» (24 апреля 2003 года)[18]
- Юбилейная медаль Федерация независимых профсоюзов России «100 лет профсоюзам России» (2004 год)
- Орден святого благоверного князя Даниила Московского III степени
- Национальная премия имени П. А. Столыпина (2016 год)
- Премия XV Межрегионального конкурса «Директор года. Предприятие года» по итогам 2016 года (2017 год)
- Премия конкурса «Карьера-2000»
- Памятный знак «За труд на благо города Новосибирска»
- Орден Терентия Мальцева
- Орден Святителя Николая Мирликийского
- Знак «Гражданин XX века Новосибирской области»
- Почётный доктор Сибирского научно-исследовательского института земледелия и химизации сельского хозяйства
- Почётный доктор Сибирского отделения РАСХН
- Почётный доктор Новосибирского государственного аграрного университета
- Три золотых медали ВДНХ